# 三勇士假花介
三勇士假花介（学名：Pseudocythere sanyungishihi）为深海花介科假花介屬下的一个种。